# Diphucephala tarsalis
Diphucephala tarsalis är en skalbaggsart som beskrevs av Lea 1916. Diphucephala tarsalis ingår i släktet Diphucephala och familjen Melolonthidae. Inga underarter finns listade i Catalogue of Life.